# Parlamentsvalet i Ryssland 2011
Ryska parlamentsvalet 2011 ägde rum den 4 december 2011. 
Valet gällde de 450 platserna i Statsduman, underhuset i Rysslands lagstiftande församling. Sju partier ställde upp i valet, däribland Rysslands största parti Enade Ryssland med Dmitrij Medvedev som toppkandidat. För första gången väljs parlamentet för en period av fem år, mot tidigare fyra, vilket innebär att nästa parlamentsval kommer att hållas 2016.

## Småpartispärr
Spärren för att ett parti ska komma med i mandatfördelningen ligger på 7 procent av rösterna. Partier som får mellan 5 och 6 procent får dock 1 mandat, och partier som får mellan 6 och 7 procent får 2 mandat. I nästföljande parlamentsval 2016 kommer spärren att sänkas till 5 procent.

## Deltagande partier
1. Rättvisa Ryssland
2. Rysslands liberaldemokratiska parti
3. Rysslands patrioter
4. Ryska federationens kommunistiska parti
5. Jabloko
6. Enade Ryssland
7. Rätt sak

## Valresultat

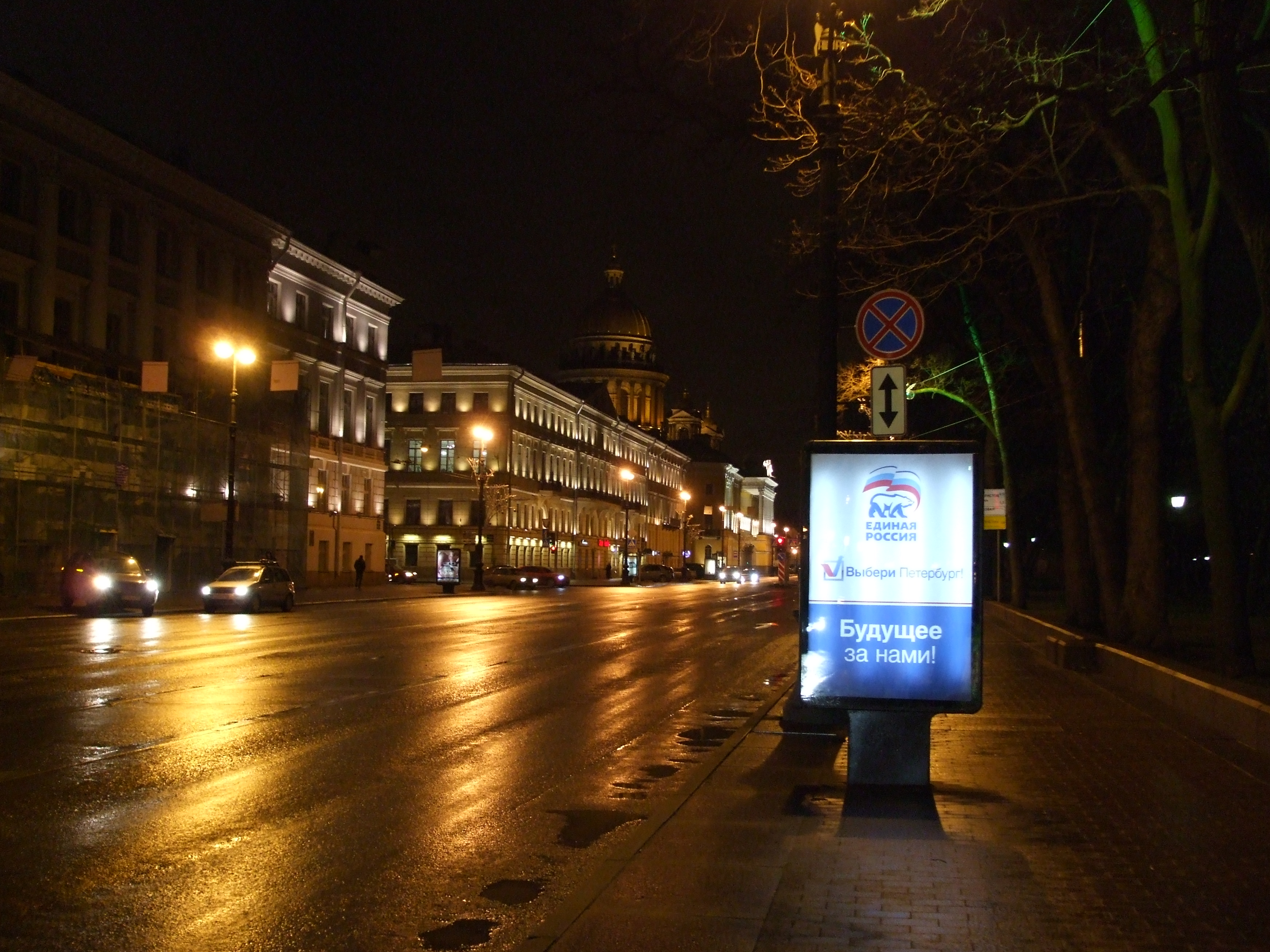
Valaffisch för Enade Ryssland i Sankt Petersburg.

Valet innebar en stor tillbakagång med 15 procentenheter för Vladimir Putins parti Enade Ryssland som ändå lyckades behålla majoriteten i parlamentet men förlorade sin tidigare två-tredjedels majoritet som bland annat krävdes för ändringar i konstitutionen. Det blev framgångar för alla de tre mindre partierna i duman, Kommunistiska partiet, Rättvisa Ryssland och Liberaldemokratiska partiet. Rättvisa Ryssland passerade Liberaldemokratiska partiet och blev därigenom tredje största parti. Inget nytt parti kom i närheten av småpartispärren på sju procent.
| Parti                                   | Mandat | +/-  | Antal röster | %     | +/-     |
| --------------------------------------- | ------ | ---- | ------------ | ----- | ------- |
| Enade Ryssland                          | 238    | ▼-77 | 32 379 135   | 49,32 | ▼-14,98 |
| Ryska federationens kommunistiska parti | 92     | ▲+35 | 12 599 507   | 19,19 | ▲+7,62  |
| Rättvisa Ryssland                       | 64     | ▲+26 | 8 695 522    | 13,24 | ▲+5,50  |
| Rysslands liberaldemokratiska parti     | 56     | ▲+16 | 7 664 570    | 11,67 | ▲+3,53  |
| Jabloko                                 | -      | -    | 2 252 403    | 3,43  | ▲+1,84  |
| Rysslands patrioter                     | -      | -    | 639 119      | 0,97  | ▲+0,08  |
| Rätt sak                                | -      | -    | 392 806      | 0,60  | ▲+0,60  |